# روبرتو الوارز (بازیکن فوتبال)
روبرتو الوارز (انگلیسی: Roberto Álvarez؛ زادهٔ ۱ اکتبر ۱۹۴۲) بازیکن فوتبال اهل اسپانیا است.
از باشگاه‌هایی که در آن بازی کرده‌است می‌توان به باشگاه ورزشی تنریف و باشگاه فوتبال پومفرادینا اشاره کرد.